# François Fournier-Sarlovèze
François Fournier-Sarlovèze (Sarlat-la-Canéda, 28 april 1772 – Parijs, 18 januari 1827) was een Frans generaal in de napoleontische oorlogen.
In 1792 werd hij onderluitenant bij de dragonders. Als brigadier nam hij deel aan de tweede Italiaanse campagne.
Toen hij werd verdacht van deelname aan een samenzwering tegen Napoleon Bonaparte werd hij in 1802 gearresteerd. Hij werd echter weer vrijgelaten en kwam nu in de Armée de Naples terecht.
Fournier-Sarlovèze vocht mee in diverse veldslagen, waaronder de slag van Friedland (1807). Het leverde hem in 1808 promotie op en de titel Baron de l'Empire. Tijdens de Russische veldtocht werd hij opnieuw gepromoveerd. Na afloop werd hij in 1813 uit de militaire dienst ontheven.
Hij gaf geen steun aan Napoleon toen deze in 1815 terugkeerde naar Frankrijk.